# Natalträdnäktergal
Natalträdnäktergal (Tychaedon signata) är en fågel i familjen flugsnappare.

## Utseende och läte
Natalträdnäktergalen är en stor och gråbrun trädnäktergal med tydligt vitt på stjärtspetsen, strupen, vingarna och i ett ögonbrynsstreck. Undersidan är färgad i kallt gråbrunt och vitt. Liknande kanelträdnäktergalen är orangebeige på övergump, flanker och i ett bröstband, medan ovansidan är varmare färgad. Sången är melodisk, konsekvent inledd med ett tvåstavigt "teee-tooo" följt av fyra till sju varierade toner som kan innehålla härmningar från andra fågelarter.

## Utbredning och systematik
Natalträdnäktergal delas upp i två underarter:
- Tychaedon signata togensis – förekommer i sydligaste Moçambique, östra Swaziland och nordöstra Sydafrika (söderut till norra KwaZulu-Natal)
- Tychaedon signata signata – förekommer i Sydafrika (från Limpopo söderut till södra KwaZulu-Natal och västerut utmed kusten i Östra Kapprovinsen)

### Familjetillhörighet
Kanelträdnäktergalen med släktingar ansågs fram tills nyligen liksom bland andra stenskvättor, stentrastar och buskskvättor vara små trastar. DNA-studier visar dock att de är marklevande flugsnappare (Muscicapidae) och förs därför numera till den familjen.

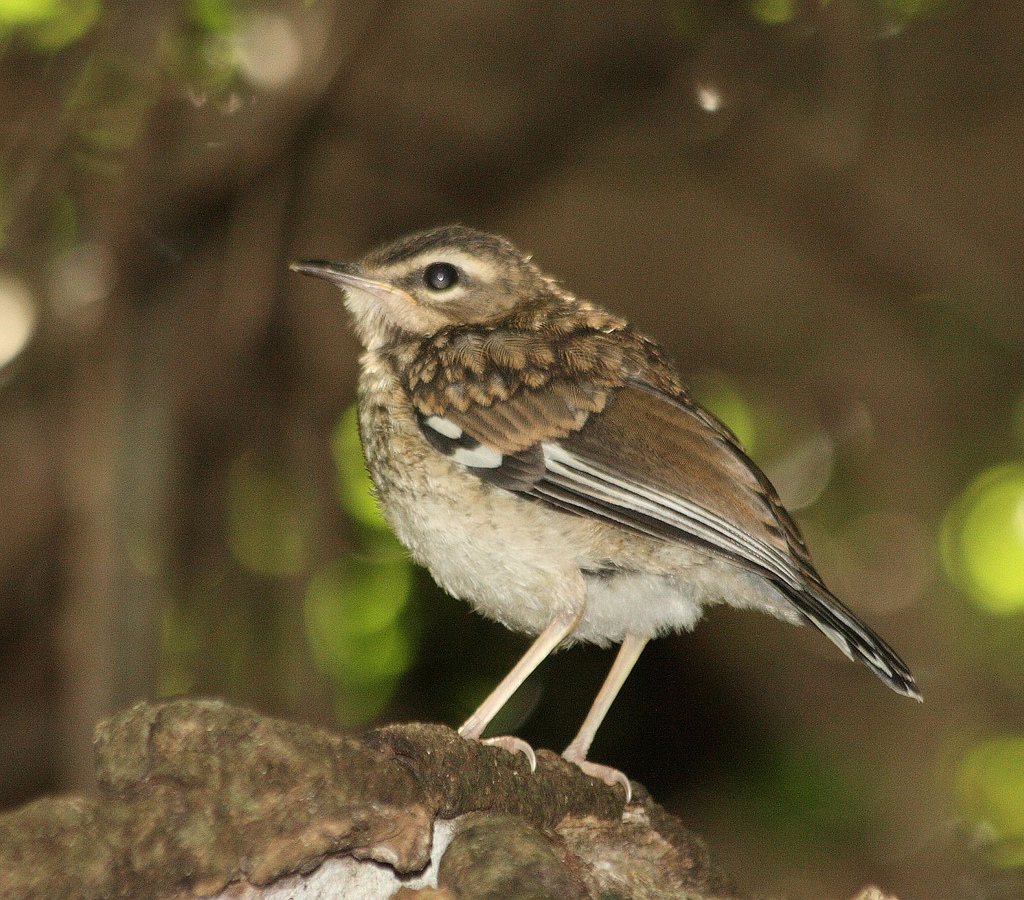

## Levnadssätt
Natalträdnäktergal hittas i kustnära städsegröna skogar och snår. Den uppträder i par och är vanligen skygg, men kan närma sig människan vid campingplatser och i trädgårdar, framför allt i gryning och skymning.

## Status
Arten har ett stort utbredningsområde och beståndet anses vara stabilt. Internationella naturvårdsunionen IUCN listar den därför som livskraftig (LC).